# Baloise Ladies Tour
De Baloise Ladies Tour (voorheen BeNe Ladies Tour) is een meerdaagse wielerwedstrijd voor vrouwen, in de grensstreek tussen België en Nederland. De wedstrijd, in de UCI 2.1-categorie, bestaat meestal uit een proloog en/of een tijdrit en enkele vlakke ritten, meestal kasseiritten en waaierritten.
De wedstrijd dient niet verward te worden met de Baloise Belgium Tour voor mannen of met de Lotto Belgium Tour voor vrouwen.

## Podia
| Jaar | Winnaar                              | Tweede                               | Derde                                |
| ---- | ------------------------------------ | ------------------------------------ | ------------------------------------ |
| 2014 | Emma Johansson                       | Jolien D'hoore                       | Shara Gillow                         |
| 2015 | Jolien D'hoore                       | Floortje Mackaij                     | Elena Cecchini                       |
| 2016 | Jolien D'hoore                       | Floortje Mackaij                     | Élise Delzenne                       |
| 2017 | Marianne Vos                         | Alice Barnes                         | Annette Edmondson                    |
| 2018 | Marianne Vos                         | Lisa Klein                           | Katie Archibald                      |
| 2019 | Lisa Klein                           | Amy Pieters                          | Marlen Reusser                       |
| 2020 | niet verreden vanwege coronapandemie | niet verreden vanwege coronapandemie | niet verreden vanwege coronapandemie |
| 2021 | Lisa Klein                           | Mieke Kröger                         | Anna Henderson                       |
| 2022 | Ellen van Dijk                       | Lorena Wiebes                        | Audrey Cordon-Ragot                  |
| 2023 | Lucinda Brand                        | Emma Norsgaard                       | Anna Henderson                       |
| 2024 | Lorena Wiebes                        | Pfeiffer Georgi                      | Thalita de Jong                      |
| 2025 | Zoe Bäckstedt                        | Ellen van Dijk                       | Marthe Goossens                      |

### Meervoudige winnaars
| Overwinningen | Renster        | Jaren      |
| ------------- | -------------- | ---------- |
| 2             | Jolien D'hoore | 2015, 2016 |
| 2             | Marianne Vos   | 2017, 2018 |
| 2             | Lisa Klein     | 2019, 2021 |

### Overwinningen per land
| Overwinningen | Land                        |
| ------------- | --------------------------- |
| 5             | Nederland                   |
| 2             | België, Duitsland           |
| 1             | Verenigd Koninkrijk, Zweden |

### Meervoudige etappewinnaars
| Overwinningen | Renster        |
| ------------- | -------------- |
| 11            | Lorena Wiebes  |
| 8             | Jolien D'hoore |
| 7             | Charlotte Kool |
| 4             | Lisa Klein     |
| 3             | Marianne Vos   |
| 3             | Zoe Bäckstedt  |
| 2             | Ellen van Dijk |
| 2             | Jelena Erić    |

## Edities
In 2014 duurde de wedstrijd twee dagen, met op de tweede dag de tijdrit en de kasseirit. In 2015 en 2016 werden er vier ritten gedurende drie dagen verreden. In 2016 werd de tijdrit 's middags na de 2e etappe verreden. Van 2017-2021 bestond de wedstrijd uit vijf ritten, inclusief een proloog en een tijdrit, verdeeld over vier dagen. De editie van 2020 ging niet door vanwege de coronapandemie. In 2022 werden er zes etappes verreden gedurende vijf dagen.

### 2014
| Uitslag               | Eerste         | Tweede         | Derde          |
| --------------------- | -------------- | -------------- | -------------- |
| 1e etappe             | Jolien D'hoore | Amy Pieters    | Emma Johansson |
| 2e etappe A (tijdrit) | Emma Johansson | Vera Koedooder | Brianna Walle  |
| 2e etappe B           | Jolien D'hoore | Emma Johansson | Amy Pieters    |
|                       |                |                |                |
| Eindklassement        | Emma Johansson | Jolien D'hoore | Shara Gillow   |

### 2015
| Uitslag               | Eerste         | Tweede           | Derde          |
| --------------------- | -------------- | ---------------- | -------------- |
| 1e etappe             | Jolien D'hoore | Floortje Mackaij | Elena Cecchini |
| 2e etappe A (tijdrit) | Jolien D'hoore | Ann-Sophie Duyck | Leah Kirchmann |
| 2e etappe B           | Jolien D'hoore | Floortje Mackaij | Sara Mustonen  |
| 3e etappe             | Alison Tetrick | Lucy Garner      | Chloe Hosking  |
|                       |                |                  |                |
| Eindklassement        | Jolien D'hoore | Floortje Mackaij | Elena Cecchini |

### 2016
| Uitslag             | Eerste         | Tweede            | Derde            |
| ------------------- | -------------- | ----------------- | ---------------- |
| 1e etappe           | Jolien D'hoore | Emilie Moberg     | Nina Kessler     |
| 2e etappe           | Nina Kessler   | Floortje Mackaij  | Chanella Stougje |
| 3e etappe (tijdrit) | Jolien D'hoore | Floortje Mackaij  | Élise Delzenne   |
| 4e etappe           | Jolien D'hoore | Marta Tagliaferro | Élise Delzenne   |
|                     |                |                   |                  |
| Eindklassement      | Jolien D'hoore | Floortje Mackaij  | Élise Delzenne   |

### 2017
| Uitslag               | Eerste            | Tweede             | Derde             |
| --------------------- | ----------------- | ------------------ | ----------------- |
| Proloog               | Annette Edmondson | Janneke Ensing     | Elinor Barker     |
| 1e etappe             | Alice Barnes      | Marianne Vos       | Roxane Fournier   |
| 2e etappe A           | Elinor Barker     | Marianne Vos       | Alicia González   |
| 2e etappe B (tijdrit) | Marianne Vos      | Moniek Tenniglo    | Annette Edmondson |
| 3e etappe             | Marianne Vos      | Monique van de Ree | Susanne Andersen  |
|                       |                   |                    |                   |
| Eindklassement        | Marianne Vos      | Alice Barnes       | Annette Edmondson |

### 2018
| Uitslag               | Eerste            | Tweede         | Derde              |
| --------------------- | ----------------- | -------------- | ------------------ |
| Proloog               | Katie Archibald   | Marianne Vos   | Pernille Mathiesen |
| 1e etappe             | Marianne Vos      | Lotte Kopecky  | Eugenia Bujak      |
| 2e etappe A           | Lorena Wiebes     | Jolien D'hoore | Emma White         |
| 2e etappe B (tijdrit) | Trixi Worrack     | Lisa Klein     | Katie Archibald    |
| 3e etappe             | Marta Bastianelli | Elisa Balsamo  | Jolien D'hoore     |
|                       |                   |                |                    |
| Eindklassement        | Marianne Vos      | Lisa Klein     | Katie Archibald    |

### 2019
| Uitslag               | Eerste             | Tweede              | Derde               |
| --------------------- | ------------------ | ------------------- | ------------------- |
| Proloog               | Lisa Klein         | Ellen van Dijk      | Amy Pieters         |
| 1e etappe             | Christina Siggaard | Claudia Koster      | Letizia Paternoster |
| 2e etappe A           | Jelena Erić        | Kirstie van Haaften | Rhona Callander     |
| 2e etappe B (tijdrit) | Lisa Klein         | Marlen Reusser      | Amy Pieters         |
| 3e etappe             | Lorena Wiebes      | Marta Bastianelli   | Lonneke Uneken      |
|                       |                    |                     |                     |
| Eindklassement        | Lisa Klein         | Amy Pieters         | Marlen Reusser      |

### 2021
| Uitslag               | Eerste           | Tweede           | Derde               |
| --------------------- | ---------------- | ---------------- | ------------------- |
| Proloog               | Lisa Klein       | Anna Henderson   | Hannah Ludwig       |
| 1e etappe             | Mischa Bredewold | Quinty Ton       | Kelly Van den Steen |
| 2e etappe A           | Charlotte Kool   | Elisa Balsamo    | Barbara Guarischi   |
| 2e etappe B (tijdrit) | Lisa Klein       | Mieke Kröger     | Hannah Ludwig       |
| 3e etappe             | Lonneke Uneken   | Rachele Barbieri | Barbara Guarischi   |
|                       |                  |                  |                     |
| Eindklassement        | Lisa Klein       | Mieke Kröger     | Anna Henderson      |

### 2022
| Uitslag               | Eerste         | Tweede              | Derde               |
| --------------------- | -------------- | ------------------- | ------------------- |
| Proloog               | Ellen van Dijk | Lorena Wiebes       | Esmée Peperkamp     |
| 1e etappe             | Lorena Wiebes  | Mylène de Zoete     | Amber van der Hulst |
| 2e etappe             | Lorena Wiebes  | Ellen van Dijk      | Daria Pikulik       |
| 3e etappe A           | Lorena Wiebes  | Amber van der Hulst | Letizia Paternoster |
| 3e etappe B (tijdrit) | Ellen van Dijk | Mieke Kröger        | Audrey Cordon-Ragot |
| 4e etappe             | Lorena Wiebes  | Daria Pikulik       | Mylène de Zoete     |
|                       |                |                     |                     |
| Eindklassement        | Ellen van Dijk | Lorena Wiebes       | Audrey Cordon-Ragot |

### 2023
| Uitslag               | Eerste         | Tweede         | Derde               |
| --------------------- | -------------- | -------------- | ------------------- |
| Proloog               | Charlotte Kool | Lucinda Brand  | Jenny Rissveds      |
| 1e etappe             | Charlotte Kool | Emma Norsgaard | Lucinda Brand       |
| 2e etappe             | Charlotte Kool | Anna Henderson | Emma Norsgaard      |
| 3e etappe A           | Charlotte Kool | Lucinda Brand  | Emma Norsgaard      |
| 3e etappe B (tijdrit) | Lucinda Brand  | Anna Henderson | Emma Norsgaard      |
| 4e etappe             | Jelena Erić    | Femke de Vries | Alice Maria Arzuffi |
|                       |                |                |                     |
| Eindklassement        | Lucinda Brand  | Emma Norsgaard | Anna Henderson      |

### 2024
| Uitslag               | Eerste         | Tweede                   | Derde            |
| --------------------- | -------------- | ------------------------ | ---------------- |
| Proloog               | Lorena Wiebes  | Fien Van Eynde           | Charlotte Kool   |
| 1e etappe             | Lorena Wiebes  | Charlotte Kool           | Rachele Barbieri |
| 2e etappe             | Charlotte Kool | Daria Pikulik            | Sara Fiorin      |
| 3e etappe A           | Lorena Wiebes  | Charlotte Kool           | Daria Pikulik    |
| 3e etappe B (tijdrit) | Lorena Wiebes  | Marion Norbert Riberolle | Thalita de Jong  |
| 4e etappe             | Lorena Wiebes  | Lotta Henttala           | Charlotte Kool   |
|                       |                |                          |                  |
| Eindklassement        | Lorena Wiebes  | Pfeiffer Georgi          | Thalita de Jong  |

### 2025
| Uitslag               | Eerste           | Tweede            | Derde             |
| --------------------- | ---------------- | ----------------- | ----------------- |
| Proloog               | Zoe Bäckstedt    | Ellen van Dijk    | Charlotte Kool    |
| 1e etappe             | Charlotte Kool   | Chiara Consonni   | Nienke Veenhoven  |
| 2e etappe             | Nienke Veenhoven | Barbara Guarischi | Karolina Kumięga  |
| 3e etappe A           | Zoe Bäckstedt    | Marie Schreiber   | Barbara Guarischi |
| 3e etappe B (tijdrit) | Zoe Bäckstedt    | Ellen van Dijk    | Marthe Goossens   |
| 4e etappe             | Martina Fidanza  | Barbara Guarischi | Chiara Consonni   |
| Eindklassement        | Zoe Bäckstedt    | Ellen van Dijk    | Marthe Goossens   |